# 郭氏平鮋
郭氏平鮋，為輻鰭魚綱鮋形目鮋亞目平鮋科的其中一種，為溫帶海水魚，分布於東太平洋加拿大夏洛特皇后群島至墨西哥下加利福尼亞南部海域，棲息深度0-425公尺，體長可達50公分，棲息在沙泥底層水域，卵胎生，磷蝦、烏賊與魚類為食，生活習性不明，可做為食用魚及遊釣魚。